# Hyssia olivescens
Hyssia olivescens är en fjärilsart som beskrevs av Druce 1908. Hyssia olivescens ingår i släktet Hyssia och familjen nattflyn. Inga underarter finns listade i Catalogue of Life.